# Definição muito restrita
Definição muito restrita é uma falácia que consiste em definir uma coisa de modo muito restrito, deixando de lado características importantes.

## Exemplos
- Uma maçã é algo vermelho e redondo. 
  - Mas há maçãs que são verdes.